# كوتا فوجيموتو
كوتا فوجيموتو (باليابانية: 藤本 康太) (2 أبريل 1986 في كوماموتو في اليابان – )؛ هو لاعب كرة قدم ياباني سابق كان يلعب كلاعب وسط.

## وصلات خارجية
- كوتا فوجيموتو على موقع رابطة كرة القدم اليابانية للمحترفين (اليابانية)
- كوتا فوجيموتو على موقع قاعدة بيانات كرة القدم.إي يو (الإنجليزية)
- كوتا فوجيموتو على موقع Soccerway.com (الإنجليزية)
- كوتا فوجيموتو على موقع عالم كرة القدم.نت (الإنجليزية)
- كوتا فوجيموتو على موقع كووورة